# 東大寺盧舎那仏像

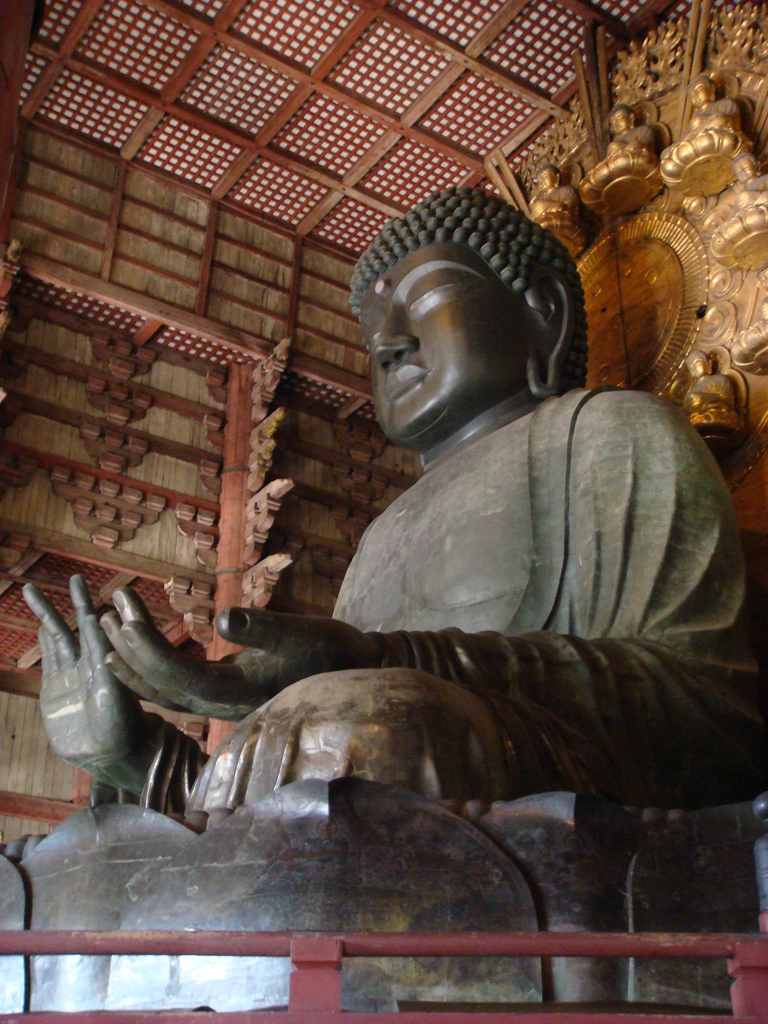
東大寺盧舎那仏像

東大寺盧舎那仏像（とうだいじるしゃなぶつぞう）は、奈良県奈良市の東大寺大仏殿（金堂）の本尊である仏像（大仏）。一般に東大寺大仏、奈良の大仏として知られる。
聖武天皇の発願で天平17年（745年）に制作が開始され、天平勝宝4年（752年）に開眼供養会（かいげんくようえ、魂入れの儀式）が行われた。後世に複数回焼損したため、現存する大部分が再建であり、当初に制作された部分で現在まで残るのはごく一部である。「銅造盧舎那仏坐像」として国宝に指定されている。

## 概要

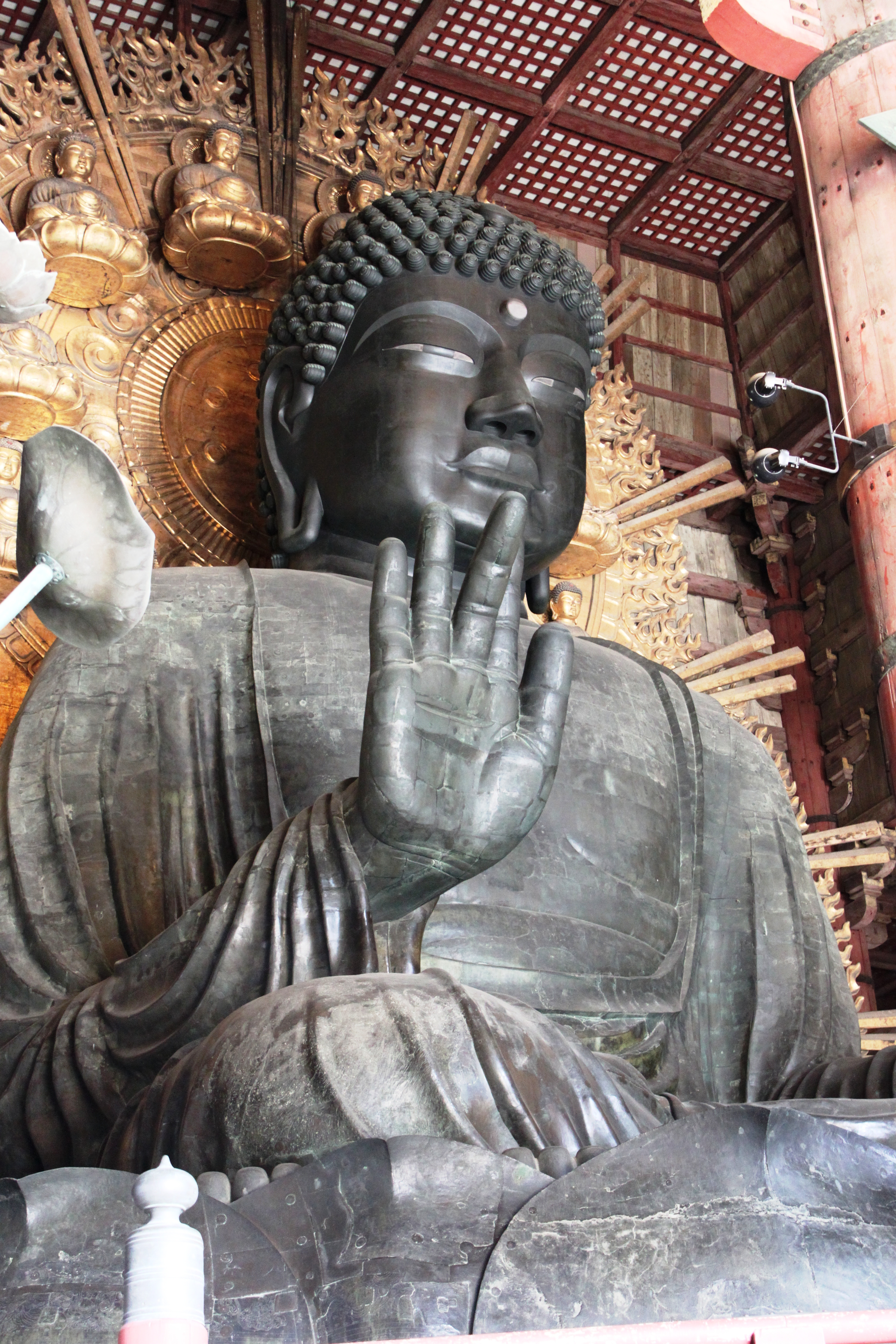
東大寺盧舎那仏像

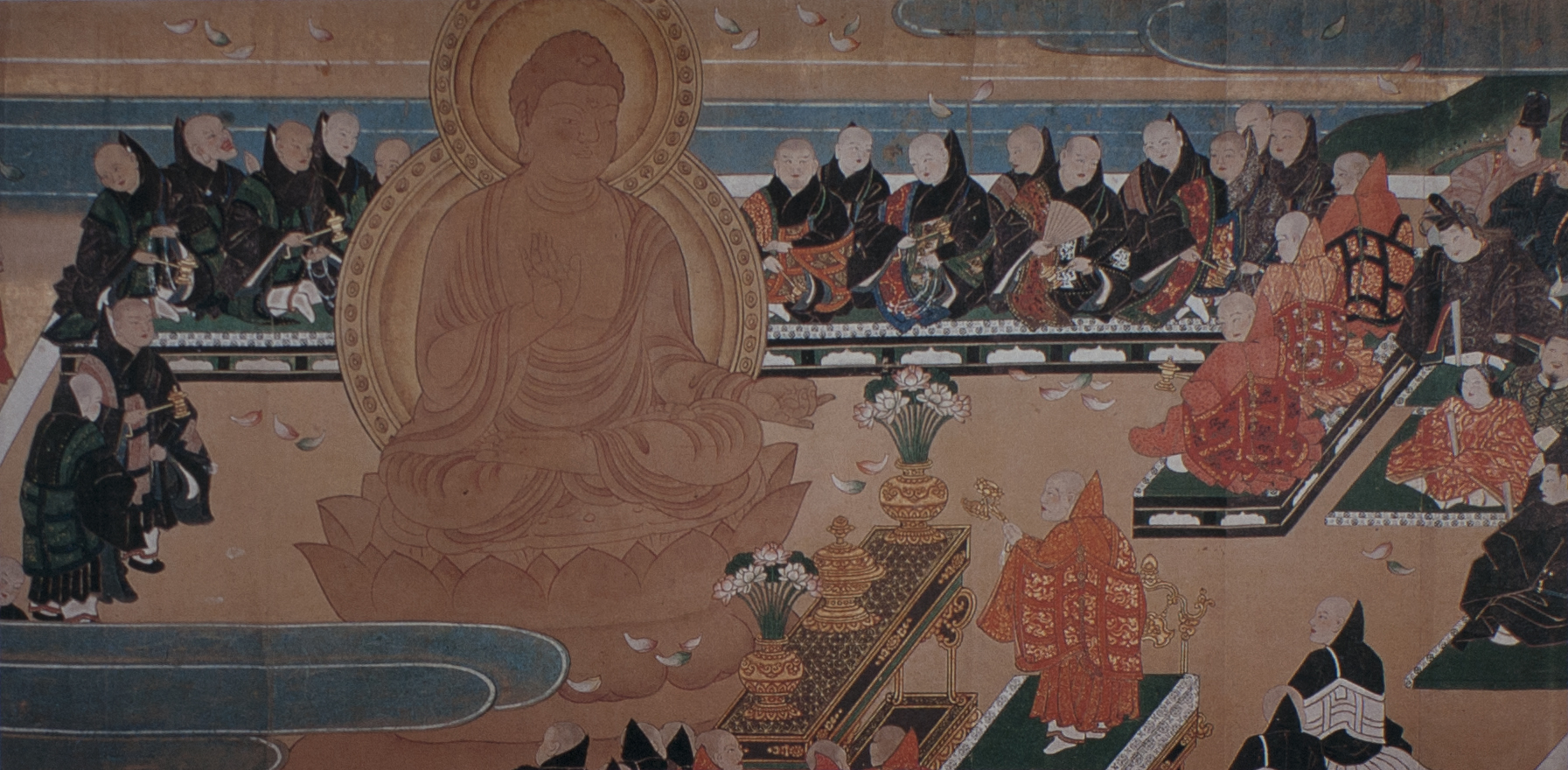
『大仏縁起』中巻より

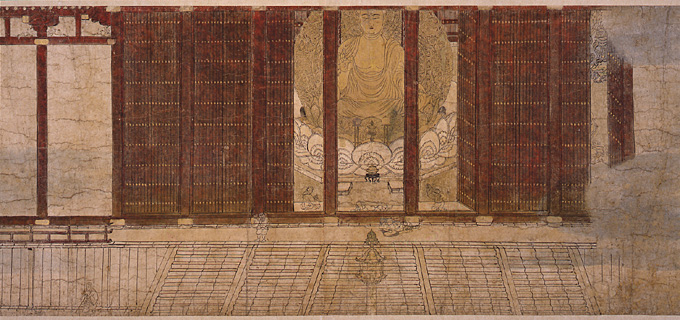
『信貴山縁起』に描かれた、治承の兵火以前（創建時のもの）の大仏の画像（奈良・朝護孫子寺蔵）

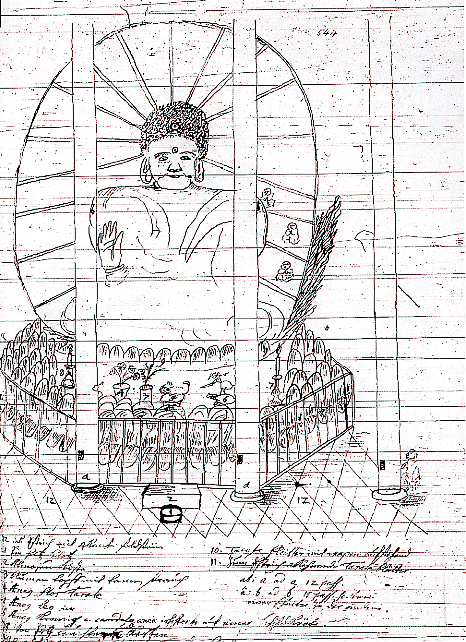
[参考]エンゲルベルト・ケンペルの方広寺大仏（京の大仏）のスケッチ（大英博物館所蔵） ケンペルは方広寺大仏について日記に「これまで見たことのない程の大きさで、全身金色である」と書き記している

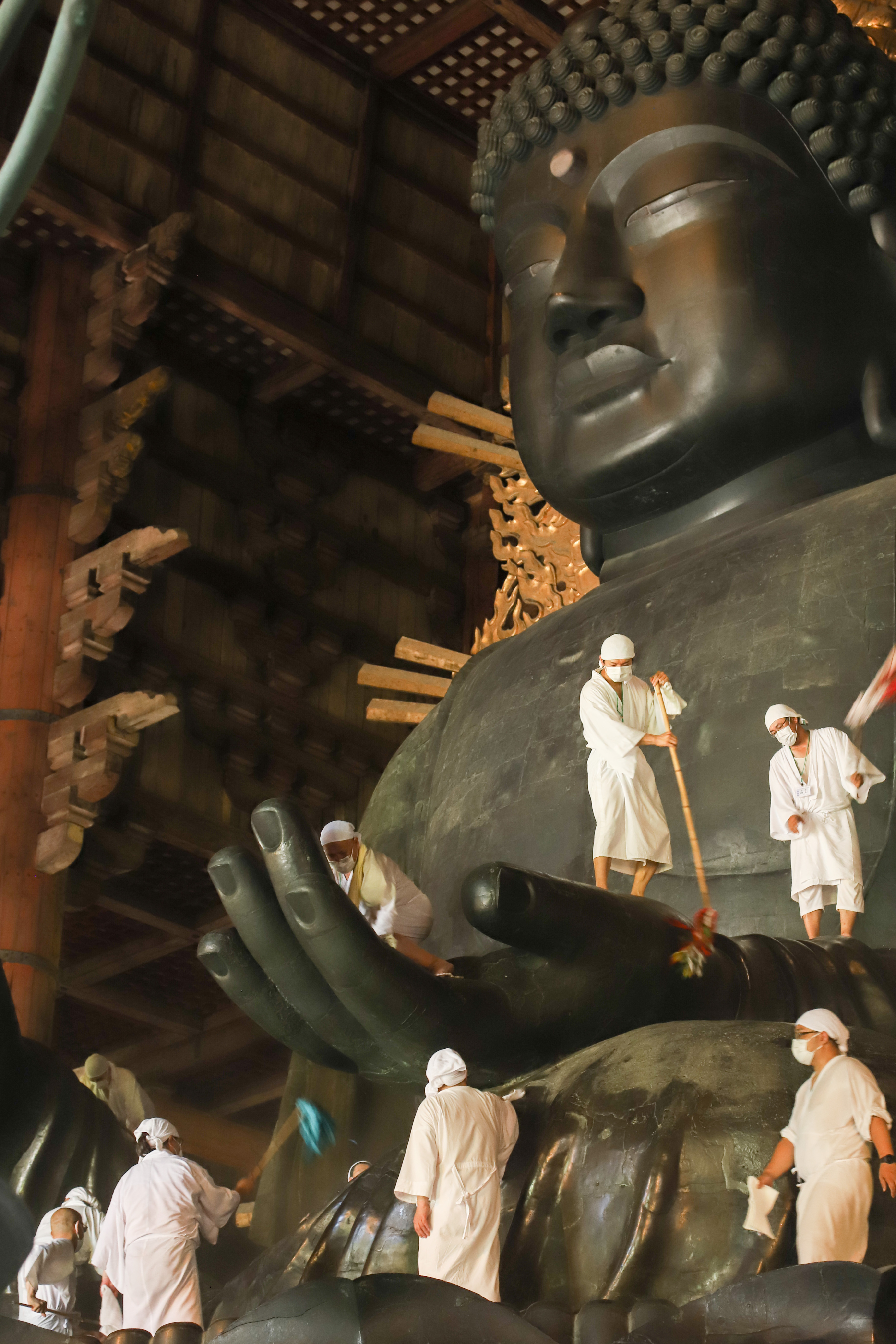
毎年8月に行われる「お身拭い」

東大寺大仏は、聖武天皇により天平15年（743年）に造像が発願された。実際の造像は天平17年（745年）から準備が開始され、天平勝宝4年（752年）に開眼供養会が実施された。
のべ260万人が工事に関わったとされ、関西大学の宮本勝浩教授らが平安時代の『東大寺要録』を元に行った試算によると、創建当時の大仏と大仏殿の建造費は現在の価格にすると約4657億円と算出された。
大仏は当初、奈良ではなく、紫香楽宮の近くの甲賀寺（今の滋賀県甲賀市）に造られる計画であった。しかし、紫香楽宮の周辺で山火事が相次ぐなど不穏な出来事があったために造立計画は中止され、都が平城京へ戻るとともに、現在、東大寺大仏殿がある位置での造立が開始された。制作に携わった技術者のうち、大仏師として国中連公麻呂（国公麻呂とも）、鋳師として高市大国（たけちのおおくに）、高市真麻呂（たけちのままろ）らの名が伝わっている。天平勝宝4年の開眼供養会には、聖武太上天皇（天平勝宝元年に譲位していた）、光明皇太后、孝謙天皇を初めとする要人が列席し、参列者は1万数千人に及んだという。開眼導師はインド出身の僧・菩提僊那が担当した。
大仏と大仏殿はその後、治承4年（1180年）と永禄10年（1567年）の2回焼失して、その都度、時の権力者の支援を得て再興されている。
現存の大仏は像の高さ約14.7メートル、基壇の周囲70メートルで、頭部は江戸時代、体部は大部分が鎌倉時代の補修であるが、台座、右の脇腹、両腕から垂れ下がる袖、大腿部などに一部建立当時の天平時代の部分も残っている。台座の蓮弁（蓮の花弁）に線刻された、華厳経の世界観を表す画像も、天平時代の造形遺品として貴重である。大仏は昭和33年（1958年）2月8日、「銅造盧舎那仏坐像（金堂安置）1躯」として国宝に指定されている。
現存の大仏殿は正面の幅（東西）57.5メートル、奥行50.5メートル、棟までの高さ49.1メートルである。高さと奥行は創建当時とほぼ同じだが、幅は創建当時（約86メートル）の約3分の2になっている。大仏殿はしばしば「世界最大の木造建築」と紹介されるが、20世紀以降の近代建築物の中には、大仏殿を上回る規模のものがある。よって「世界最大の木造軸組建築」という表現の方が正確であろう。
なお江戸期においては方広寺大仏（京の大仏）の方が、規模（大仏の高さ、大仏殿の高さ・面積）で上回っていた。これは豊臣秀吉が発願したもので、秀吉の造立した初代大仏、豊臣秀頼の造立した2代目大仏、江戸時代再建の3代目大仏と、新旧3代の大仏が知られるが、それらは文献記録（愚子見記、都名所図会等）によれば、6丈3尺（約19m）とされ、東大寺大仏の高さ(14.7m)を上回り、大仏としては日本一の高さを誇っていた。『東海道中膝栗毛』では弥次喜多が大仏を見物して威容に驚き「手のひらに畳が八枚敷ける」「鼻の穴から、傘をさした人が出入りできる」とその巨大さが描写される場面があるが、そこで描かれているのは、東大寺大仏ではなく、方広寺大仏である （なお初版刊行の1802年には、後述のように大仏・大仏殿は既に焼失している ）。江戸時代中期の国学者本居宣長は、双方の大仏を実見しており、東大寺大仏・大仏殿について「京のよりはやや（大仏）殿はせまく、（大）仏もすこしちいさく見え給う
」「堂（大仏殿）も京のよりはちいさければ、高くみえてかっこうよし[東大寺大仏殿は方広寺大仏殿よりも横幅(間口)が狭いので、高く見えて格好良いの意か？]」「所のさま（立地・周囲の景色）は、京の大仏よりもはるかに景地よき所也
」という感想を日記に残している（在京日記）。一方方広寺大仏については「此仏（大仏）のおほき(大き)なることは、今さらいふもさらなれど、いつ見奉りても、めおとろく（目驚く）ばかり也」と記している。
方広寺（3代目）大仏は寛政10年（1798年）まで存続していたが、落雷で焼失した。

## 略年表
正史『続日本紀』、東大寺の記録である『東大寺要録』が引用する「大仏殿碑文」「延暦僧録」によれば、大仏造立の経緯はおおむね次の通りである。
- 天平12年（740年） - 聖武天皇は難波宮への行幸途次、河内国大県郡（大阪府柏原市）の知識寺で盧舎那仏像を拝し、自らも盧舎那仏像を造ろうと決心したという。（続紀）
- 天平13年2月14日（741年3月5日） - 聖武天皇が国分寺・国分尼寺建立の詔を発する。（類聚三代格など）
- 天平15年10月15日（743年11月5日） - 聖武天皇が近江国紫香楽宮にて大仏造立の詔を発する。（続紀）
- 天平16年11月13日（744年12月21日） - 紫香楽宮近くの甲賀寺に大仏の骨柱を立てる。（続紀）
- 天平17年（745年） - 恭仁宮、難波宮を転々としていた都が5年ぶりに平城京に戻る。旧暦8月23日（745年9月23日）、平城東山の山金里（今の東大寺の地）で改めて大仏造立が開始される。（碑文）
- 天平18年10月6日（746年11月23日） - 聖武天皇は金鐘寺（東大寺の旧称）に行幸し、盧舎那仏の燃灯供養を行う（続紀）。これは、大仏鋳造のための原型が完成したことを意味すると解される。
- 天平19年9月29日（747年11月6日） - 大仏の鋳造開始。（碑文）
- 天平勝宝元年10月24日（749年12月8日） - 大仏の鋳造終了。（碑文）
- 天平勝宝4年4月9日（752年5月26日） - 大仏開眼供養会が盛大に開催される。（続紀）

なお、開眼供養会の時点で大仏本体の鋳造は基本的には完了していたが、細部の仕上げ、鍍金、光背の制作などは未完了であった。

## 大仏造立の思想的・時代的背景

### 華厳経と盧舎那仏
大仏は姿の上では釈迦如来など他の如来像と区別がつかないが、『華厳経』に説かれる盧舎那仏という名の仏である。『華厳経』は西暦400年前後に中央アジアで成立し、中国大陸経由で日本へもたらされた仏教経典で、60巻本、80巻本、40巻本の3種類の漢訳本があるが、うち奈良時代に日本へもたらされたのは60巻本と80巻本である。前者は5世紀、東晋の仏陀跋陀羅訳で「旧訳」（くやく）、「六十華厳」といい、後者は7世紀末、唐の実叉難陀訳で「新訳」、「八十華厳」という。盧舎那仏はこの華厳経に説く「蓮華蔵世界」の中心的存在であり、世界の存在そのものを象徴する絶対的な仏である。六十華厳では「盧舎那仏」、八十華厳では「毘盧遮那仏」と表記されるが、これらの原語はサンスクリットの「Vairocanaヴァイローチャナ」であり、密教における大日如来（Mahāvairocanaマハー･ヴァイローチャナ）と語源を等しくする。
『続日本紀』によれば、聖武天皇は天平12年2月（740年）、河内国大県郡（大阪府柏原市）の知識寺で盧舎那仏像を拝し、これが大仏造立のきっかけとなったという。知識寺の跡は柏原市太平寺に残り、7世紀後半の瓦が出土している。なお、ここでいう「知識」とは、信仰を同じくする人々の集団である「同志」「同信」といった意味である。同じ天平12年の10月、聖武の四十賀に際し、新羅で華厳教学を学んだ審祥が金鐘寺にて華厳経を講義している。盧舎那大仏造立の背景にはこうした『華厳経』に基づく信仰があった。

### 大仏造立の詔
聖武天皇は天平15年10月15日（743年11月5日）、近江国紫香楽宮にて大仏造立の詔を発した。詔の全文は『続日本紀』にあり、以下のとおりである。
聖武は大仏造立のためには「国銅を尽して象を鎔（とか）し、大山を削りて以て堂を構へ」、つまり、国じゅうの銅を溶かして大仏を造り、山を削って大仏殿を造ると言っている。実際に大仏の原型制作と鋳造のためには大量の土を必要とし、東大寺大仏殿は実際に山の尾根を削って造成されたものであることが、庭園研究家の森蘊による東大寺境内の地形調査で判明している。

### 時代背景
大仏造立の詔の2年前の天平13年（741年）、聖武天皇は詔して、国ごとに国分寺と国分尼寺を造ることを命じた。そして、東大寺は大和国の国分寺であると共に、日本の総国分寺と位置付けられた。この国分寺造立の思想的背景には護国経典である『金光明最勝王経』（10巻、唐僧の義浄訳）の信仰があった。同経によれば、この経を信じる国王の下には、仏教の護法善神である四天王が現れ、国を護るという。聖武は、日本の隅々にまで国分寺を建て、釈迦像を安置し、『金光明最勝王経』を安置することによって、国家の安定を図ろうとする意図があったものと思われる。
聖武天皇が位に付いていた8世紀前半、すなわち天平時代の日本は決して安定した状況にはなかった。天平9年（737年）には、当時の政治の中枢にいた藤原武智麻呂・房前・宇合・麻呂の四兄弟が、天然痘（疫病）の大流行により相次いで死去した。そのほかにも、天平時代は例年旱魃・飢饉が続き、天平6年（734年）には大地震で大きな被害があり、国分寺建立の詔の出る前年の天平12年（740年）には九州で藤原広嗣の乱が発生するなど、社会不安にさらされた時代であった。聖武による国分寺の建立、東大寺大仏の造立には、こうした社会不安を取り除き、国を安定させたいという願いが背景にあったものと推測されている。

## 大仏鋳造の経緯

### 鋳造手法
『東大寺要録』に引く「大仏殿碑文」によれば、天平17年8月23日、平城東山の山金里で大仏造立が開始されている。『続紀』によれば、天平18年10月6日、聖武天皇は金鐘寺に行幸し、盧舎那仏の燃灯供養を行っているが、これは、大仏鋳造のための原型が完成したことを意味すると解されている。「碑文」によれば、鋳造は天平19年9月29日に開始され、天平勝宝元年10月24日に終了した。「恋」は「三箇年八ヶ度」、つまり3年にわたり、8回に分けて鋳造が行われたと言っているが、実年数は2年間強である。「八ヶ度」は、巨像を下から上へ、8段に分けて順次鋳造したという意味に解釈されている。その造像手法は次のように推定されている。
1. まず、木材の支柱を縦横に組み、これに細い枝や麻縄などを巻きつけ、塑像の芯材の要領で大仏の原型の芯を造る。
2. 大仏のおおよその形ができたら、これに土をかぶせる。かぶせる土はきめの荒いものから塗り始め、だんだん外側へ行くにしたがって粒子の細かい土を塗っていく。こうして金銅像と同じ大きさの土製の像ができる。これを原型または中型（なかご）という。
3. 中型の土が十分乾燥してから、今度は中型を外側から覆うような形で「外型」をやはり粘土で造る。巨像のため、外型は下から上へ、8段に分けて造られた。中型と外型が接着しないように、剥離剤として薄い紙をはさむ、あるいは雲母をまくなど、何らかの方法が取られたはずである。
4. 外型を適当な幅で割り、中型から外す。
5. 外型の内面を火で焼き、型崩れしないようにする。
6. 中型の表面を削る。この作業で削った厚みが、完成像の銅の厚みとなる。
7. 一度外した外型を再び組み合わせる。外型と中型がずれないようにするため型持を入れる。正倉院文書によれば、型持は4寸四方、厚さ1寸の金属片を3,350枚造ったという。
8. 炉を持ち込み、高温で銅を溶かし、外型と中型のすき間に溶けた銅を石の溝から流し込む。

鋳加（いくわえ）、鋳浚（いさらい）という、鋳造後の表面の仕上げ、螺髪の取り付け、像表面の鍍金、光背の制作など、他にも多くの工程があり、これだけの巨像を造立するには想像を絶する困難があったものと思われる。
作業中の事故や、鍍金の溶剤として用いられた水銀の中毒により多くの人命が失われたとも言われる。銅に含まれていた砒素と鍍金に使用された水銀による推定数百人の中毒患者のため、これを専門とする救護院が設けられていた。また、巨大な大仏製造のための銅による鋳造過程での環境破壊の問題についても指摘されている。

### 開眼供養
こうして、天平勝宝4年4月9日（752年5月26日）には大仏開眼供養会が挙行された。聖武太上天皇（すでに譲位していた）、光明皇太后、孝謙天皇を初めとする要人が列席し、参列者は1万数千人に及んだという。
開眼会当日の様子は次のようなものであった。大仏殿前の庭には五色の幡と宝樹が飾られ、中央には舞台が、東西には『華厳経』の講師と読師のための高座が設置された。大仏殿内は造花と繍幡（刺繍を施した幡）で荘厳されている。玉座には聖武太上天皇、光明皇太后、孝謙天皇が座す（『続日本紀』、『東大寺要録』）。孝謙天皇は中国風の冕冠を被り、和神事用の白の帛衣という、和中混在した礼服。聖武の礼服も白色と伝わり、和神事用礼服だと推定されていて、唐礼を受容して中国の皇帝的な在り方を目指す過渡的な姿だとされる。
孝謙天皇の冕冠の残闕「礼服御冠残欠」と冠架・箱は正倉院に伝わる。南門からは上位の僧1,026人が入場。当日の開眼導師を務めるのはインド僧の菩提僧正（菩提僊那）、『華厳経』を講ずる講師は大安寺の隆尊律師、『華厳経』を読み上げる読師は元興寺の延福法師である。
大仏の瞳を描き入れる儀式は、聖武太上天皇が体調不良のため、菩提僊那が担当した。菩提僊那が開眼に使用した筆には長大な縷（る）が取り付けられており、列席の人々はこの縷に触れて大仏に結縁した。このあと、唄（ばい）、散華（さんげ）、梵音（ぼんのん）、錫杖（しゃくじょう）という四箇法要が行われ、続いて『華厳経』の講説がある。続いて衆僧・沙弥9799人が南門から入場し、幄（仮の座席）に着座した。大安寺、薬師寺、元興寺、興福寺の四大寺の僧が数々の珍宝を大仏に献ずる。
さらに日本、中国、朝鮮の楽人・舞人らによる楽舞が披露される（『続日本紀』、『東大寺要録』）。当日奉納されたのは大歌女・「大御舞（おおうため・おおみまい）」、「久米舞」、「楯伏舞（たてふしのまい）」、「女漢躍歌（おんなあやおどりうた）」、「跳子（とびこ）」、「唐古楽」、「唐散楽」、「林邑楽（りんゆうがく）」、「高麗楽」、「唐中楽」、「唐女舞」、「高麗女楽」であり、これらが夕方まで舞われた（『東大寺要録』）。このうちの林邑楽が、仮面劇の伎楽にあたるとみられる。
『正倉院文書』に『蝋燭文書』と称する巻物があり、内容は不明とされていたが、のちにこれが大仏開眼会に列席した万僧の交名（名簿）であることが判明し、「1万数千人」は誇張ではなかったことがわかった。開眼会の際に使用した「天平宝物筆」と呼ばれる仮斑竹（げはんちく）製の長さ56.6センチの筆や、長さ52.5センチの墨「天平宝物墨」、筆に結び付けられた長さ190メートルに及ぶ紐の「縹縷（はなだのる）」、大仏に奉納された伎楽で用いた「伎楽面」などは、正倉院宝物として現存している。
『続紀』は開眼当日の様子を、「仏法東帰してより斎会の儀、未だ嘗て此の如き盛なるはあらず」（日本に仏教が伝来して以来、これほど盛大な儀式はなかった）と述べている。

### 仕上げ作業

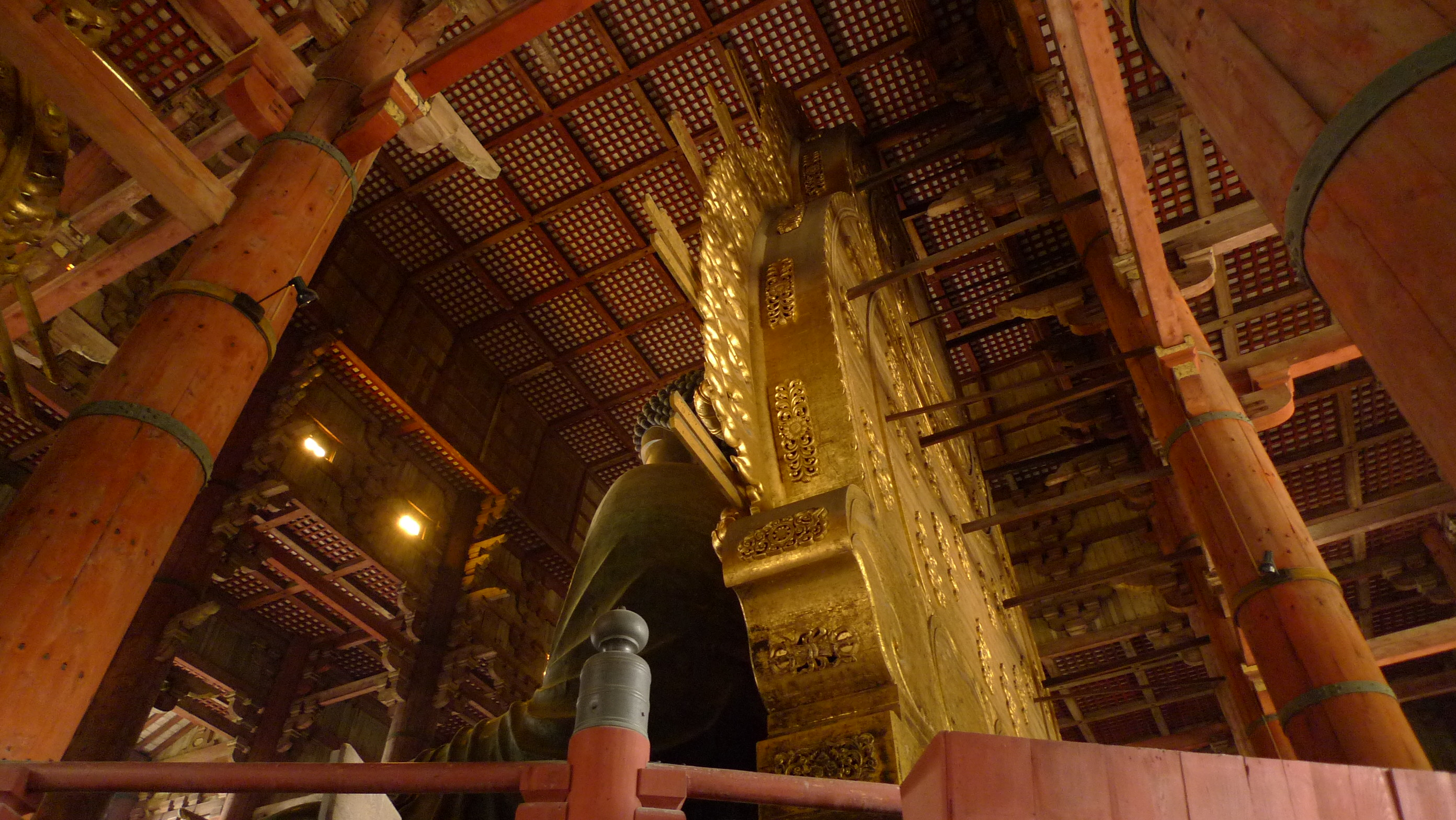
光背と支え

なお、開眼供養（かいげんくよう）の時点で、大仏の仕上げはまだ完了していなかった。『東大寺要録』に引く「延暦僧録」によると、「鋳加」作業は天平勝宝2年正月（750年）に始まり、開眼供養より後の天平勝宝7歳正月（755年）まで掛かっている。鋳加とは、鋳造後、溶銅がうまく回らなかったり、空洞ができたりした箇所に再度銅を流し込んだり、銅板で補強したり、はみ出した部分を削ったり、8段に分けて鋳造した継ぎ目を接合（鋳からくり）したりといった一連の仕上げ作業のことである。こうして仕上げが終わり、表面をやすりで平滑にしたところで、初めて鍍金の作業に入る。「大仏殿碑文」によると鍍金開始は開眼会直前の天平勝宝4年3月14日（752年4月2日）、完了は「正倉院文書」に天平宝治元年(757年)と記載されていることから、開眼会の時点では鍍金は未完成である。光背はさらに後の天平宝字7年(763年)に着手し、宝亀2年（771年）に完成した。
このように、大仏の仕上げが未完成の状態で開眼会を挙行した理由については、聖武天皇が病気のため、実施を急いだという説もあったが、天平勝宝4年（752年）が、『日本書紀』などの主張する仏教伝来の年（欽明天皇13年・552年）から200年目の節目の年に当たり、この年の仏誕の日（4月8日）に合わせて開眼会を実施したとする説が有力となっている。開眼会は、実際には1日順延されて旧暦4月9日に実施されているが、順延の理由は定かでなく、天候のためかとも言われている。

### 台座
大仏の台座には奈良時代当初の部分が比較的多く残っている。台座は大小各14枚の蓮弁からなり、表面には釈迦如来像を中心に、蓮華蔵世界を表した図様が線刻され、奈良時代仏画の遺品としても貴重である。蓮弁の図像については、『華厳経』に基づくとする説、『梵網経』に基づくとする説、『華厳経』・『梵網経』の両方の要素を取り入れているとする説がある。
平安時代後期に東大寺を訪れた大江親通は、『七大寺巡礼私記』（保延6年・1140年頃成立）の中で、大仏の台座は天平勝宝4年（752年）から同8年（756年）にかけて造られたものだと書き残している。これが正しいとすれば、大仏は像本体が初めにでき、台座は後から鋳造されたことになる。最初にこれを取り上げたのは足立康で、彼は昭和9年（1934年）、台座後鋳説を主張した。以後、技法面から考えて台座が先に鋳造されたはずだとする説（香取秀真など）と、台座後鋳説が対立しており、台座内部の本格的な調査が行われていないこともあって、現在まで結論は出ていない。

### 資材調達

#### 銅
大仏建立に用いられた銅の量は記録によって差異があるが、約500トンと考えられている。『東大寺要録』が引用する縁起文によれば、大仏建立に用いた銅は「西海から」集めたとしており、銅のほとんどは山口県の長登銅山やその近隣の銅山で産出された銅でまかなわれたことが推察される。大仏創建当時のままと思われる部位、大仏殿西回廊横から出土した銅塊、長登銅山の銅鉱石のヒ素濃度との間には強い近似性が認められている。

#### 金
当時の日本では金は産出されないと考えられており輸入に頼っていたことから、大仏の鍍金のために全国で探索が行われていた。天平21年（749年）に陸奥国遠田郡涌谷で金が採掘されると、聖武天皇は神仏の奇跡であるとして天平から天平感宝へ改元した。遠田郡を治る陸奥国守の百済王敬福が大仏の鍍金料として金900両（約13kg）を献上した（『続日本紀』）。産金関係者には位が授けられたが、その1人である日下部深淵は自身が神主であった神社を黄金山神社と改めた。

## 蓮華座と線刻画

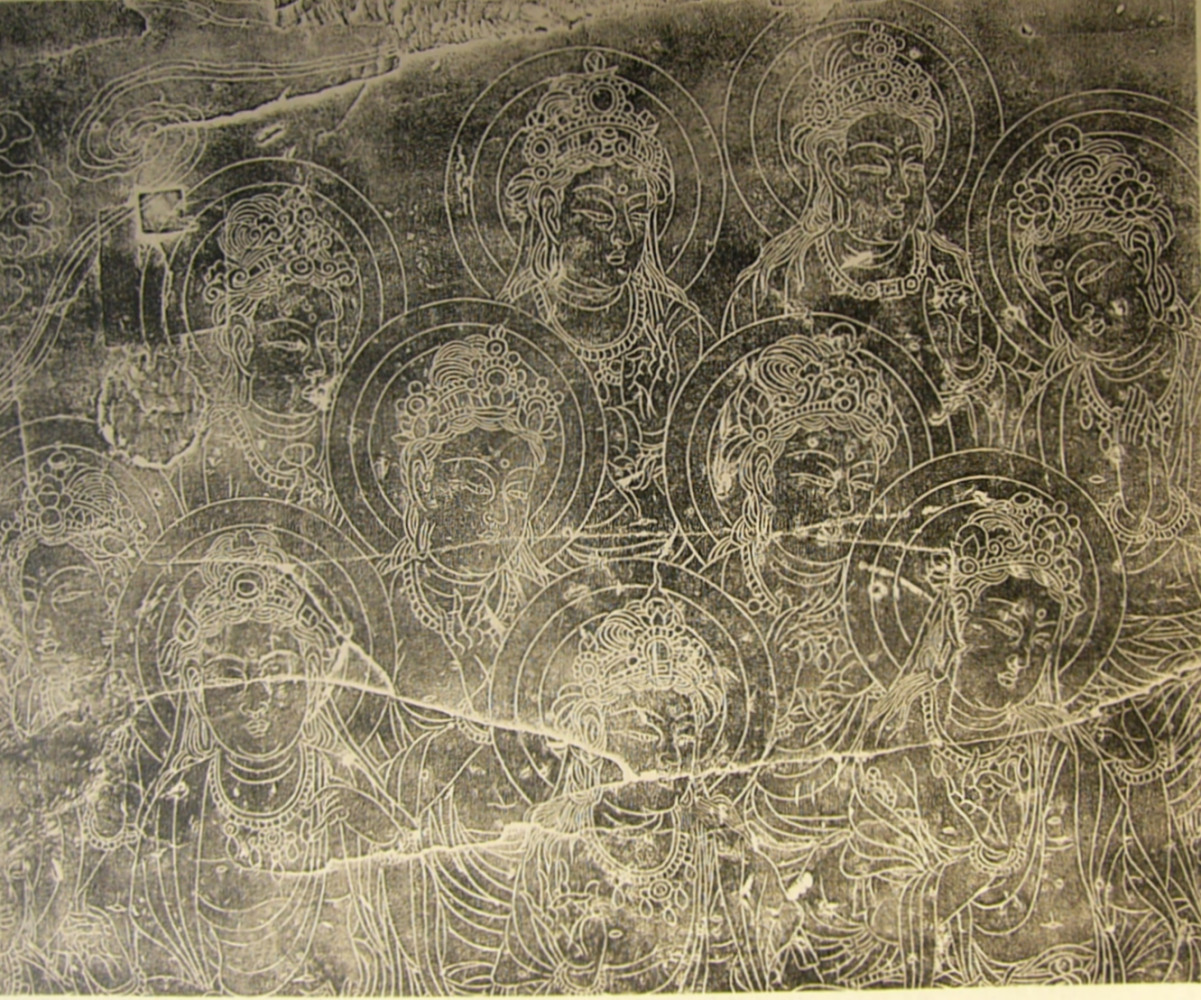
蓮弁線刻画 諸菩薩

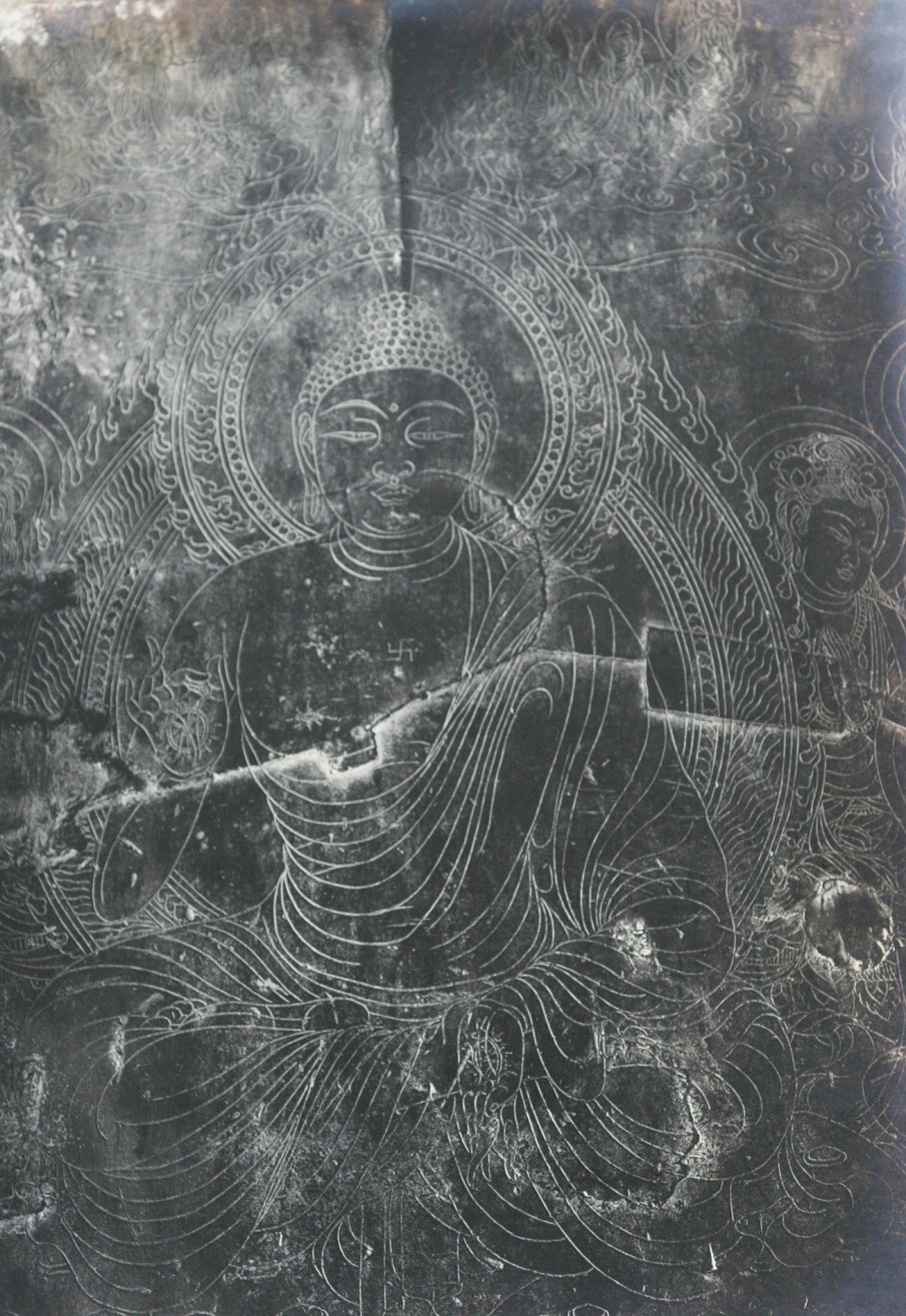
蓮弁線刻画 釈迦像

大仏の坐す蓮華座は、仰蓮とその下の反花からなり、ともに28弁（大小各14）の花弁を表す。仰蓮にはそれぞれにタガネで彫った線刻画がある。2度の兵火にもかかわらず、台座蓮弁の線刻画にはかなり当初の部分が残り、奈良時代の絵画資料として貴重である。なお、現在、銅の蓮華座の下に石造の円形の台座があるが、創建当時の大仏の台座は銅の蓮華座の下にさらに石造の蓮華座があった。『信貴山縁起絵巻』には治承4年（1180年）の兵火で焼ける以前の大仏の姿が描写されているが、そこにも銅と石の二重の蓮華座が描写されている。
蓮弁の線刻画はいずれの蓮弁にも同じ図柄が表されているが、細部の寸法を計測すると完全に同じではなく、一枚一枚異なっている。これは同一の原図をもとに、フリーハンドで作図したことによると考えられている。蓮弁の上部には釈迦如来と諸菩薩が描かれ、下部には7枚の蓮弁をもつ巨大な蓮華がある。これらの中間の部分は26本の水平線を引いて25段の層に分かれている。これらは全体として『華厳経』の説く「蓮華蔵世界」のありさまを表したものである。『華厳経』の世界観によれば、「香水海」という清い真水の大海の上に一輪の巨大な蓮華がある。その上は大地になっており、そこにはまた無数の香水海があって、そのそれぞれに一輪ずつの大蓮華がある。その上には無数の世界が積み重なり、それぞれの世界に無数の仏国土があるという。前述のとおり、創建当時の大仏の台座は銅の蓮華座の下にさらに石造の蓮華座があり、蓮華を重ねることによって「蓮華蔵世界」を表していた。
なお、蓮弁の画像については、『華厳経』の説く「蓮華蔵世界」ではなく、『梵網経』の説く「蓮華台蔵世界」に基づくものだという説が、小野玄妙によって1915年に提出された。『梵網経』の説く「蓮華台蔵世界」とは、盧舎那仏の坐す千弁の蓮弁のそれぞれに一つの世界があり、そこには盧舎那仏の化身である釈迦如来がいて、一つひとつの世界には百億の須弥山（世界の中心にあるとされる山）と百億の閻浮提（われわれが住むとされる世界）があるというものである。蓮弁の画像が『華厳経』と『梵網経』のいずれによるものかについてはその後論争があったが、現在では、『華厳経』、『梵網経』、『大智度論』などの説を合わせて用いたものと考えられている。
各蓮弁の線刻画の図様をくわしく見ると以下のとおりである（説明の都合上、線刻画を「上段」「中段」「下段」に分ける）。上段は中央に説法相の釈迦の坐像をひときわ大きく表し、その左右には各11体ずつ、計22体の菩薩像を表す。これらの周囲には雲上の化仏が飛翔している。中段は26本の水平線を引いて25段の層に分けられている。このうち、上から1段目から3段目までには何も描かれていないが、4段目から下には菩薩の頭部、楼閣などが描かれる。11段目までは水平線が蓮弁の幅一杯に引かれているが、12段目から下では左右の幅がしだいに狭まっていく。19段目から25段目までの計7段分は、縦方向に6つの切り込みが入って、7つの部分に分かれている。これはその直下にある7弁の蓮華に対応している。この25段に、上段の釈迦と諸菩薩のいる区画を加えて26段となるが、これは仏教の世界観で、須弥山の上にある26の世界（境地）を象徴している。下段の7つの蓮弁にはそのそれぞれに須弥山世界を描く。具体的には、須弥山を中心に、その周囲にあるとされる七金山や四大洲が表されている。その四大洲のうち、われわれが住むとされる南の閻浮提は手前に大きく描かれている。蓮弁の線刻画は全体として、仏教の説く「三界」（欲界、色界、無色界）を表している。三界については『倶舎論』という経典に説かれているが、松本伸之は大仏蓮弁線刻画は『倶舎論』ではなく『大智度論』に依拠したものだと解釈した。『大智度論』によれば欲界は六天、色界は初禅、二禅、三禅、四禅の4つに分かれて計十八天、無色界は四処に分かれるとされ、以上を合計すると28になるが、欲界の六天のうち最下部の二天（地居天）は須弥山上にあるとされており、これを除いた残りの26の世界（境地）が蓮弁線刻画の26段に対応すると解釈されている。『倶舎論』では色界を1つ少ない十七天とするため、段数が合わなくなるという。
前述のとおり、線刻画の中段では上から19段目から25段目までの計7段分の幅が狭くなっているが、この7段は六欲天のうち上の方にある四天（空居天）と、色界初禅の三天に相当する。欲界は須弥山と同じ広さ、色界初禅は須弥山と四大洲を合わせた広さとされる。色界二禅はその千倍の広さ（小千世界）、三禅はそのまた千倍（中千世界）、四禅はそのまた千倍で、これらを合わせて「三千大世界」という。線刻画の中段で、下の方の段ほど幅が狭く表されているのは、こうした世界観に基づく。線刻画のうち、釈迦と諸菩薩のいる上段と、その直下の何も描かれていない3段とが、無色界に相当する。

## 東大寺と橘奈良麻呂
天平勝宝4年（752年）に、大仏の鋳造が終了し、天竺（現在のインド）出身の僧・菩提僊那を導師として大仏開眼会（かいげんえ）が盛大に挙行された。そして、大仏鋳造が終わってから大仏殿の建設工事が始められ、竣工したのは天平宝字2年（758年）のことである。だが、このような大規模な建設工事は国費を浪費させ、日本の財政事情を悪化させるという、聖武天皇の思惑とは程遠い事実を突き付けた。実際に、貴族や寺院が富み栄える一方、農民層の負担が激増し、平城京内では浮浪者や餓死者が後を絶たず、租庸調の税制が崩壊寸前になる地方も出るなど、律令政治の大きな矛盾点を浮き彫りにした。
天平勝宝8年5月2日（756年6月4日）、聖武太上天皇が没する。その翌年の7月に起こったのが、橘奈良麻呂の乱である。旧暦7月4日に逮捕された橘奈良麻呂は、藤原永手の聴取に対して「東大寺などを造営し人民が辛苦している。政治が無道だから反乱を企てた」と謀反を白状した。ここで、永手は、「そもそも東大寺の建立が始まったのは、そなたの父（橘諸兄）の時代である。その口でとやかく言われる筋合いはないし、それ以前にそなたとは何の因果もないはずだ」と反論したため、奈良麻呂は返答に詰まったと言う。

## 東大寺と藤原仲麻呂
これに対して飯沼賢治は「そもそも東大寺での大仏建立は聖武天皇の意思であったのか？」という事に疑問を呈する説を出している。飯沼説は聖武天皇による大仏建立計画は甲賀寺での建立中止時に挫折し、東大寺における大仏建立は光明皇后および彼女を支えた藤原仲麻呂が深く関与していたとするのが主旨である。
皇后の父で奈良時代初期の政治を主導した藤原不比等の仏教政策は所謂「国家仏教」の確立であり、行基教団の弾圧もその政策の一環であった。娘である光明皇后もその遺志を継承して国分寺の建立など官寺の建設計画に関与していった。ところが、夫の聖武天皇が行基や知識集団に接近して民間の協力を得て大仏建立を決意した事はその政策の否定につながるものであり、許容できない物であった。このため、聖武天皇と光明皇后の仏教観の対立は政治的対立も絡んで大仏計画に深く影を落とし、その結果皇后が勝利して大仏建立計画は白紙化されて、彼女の建立した福寿寺をルーツの一つとし、「国家仏教」の中核になる筈である奈良の東大寺にて国家事業として大仏を建立するという天皇の計画とは全く異なる計画が開始されたとする（なお、皇后の仏教政策には唐の則天武后の影響も受けていることを指摘する）。また、政治的には天皇に近かった玄昉や行信が左遷され、政権の中枢も橘諸兄から皇后の後ろ盾を受けた藤原仲麻呂主導に移ることになったとする。
なお、飯沼は紫香楽宮放棄の原因になったとする宮周辺での謎の不審火は皇后側によるもので、天平勝宝元年（749年）に起きた宇佐八幡宮の託宣の入京も天皇側の大仏建立の主導権を取り戻すために仕掛けた反撃の一環と解する。更に光明皇后の崩御後に藤原仲麻呂が急速に没落した背景の1つに、父である聖武天皇の仏教観に共感しながらも母の光明皇后に抑圧されていた孝謙天皇が母の崩後にその意向を公然と表明して政治的にも巻き返しを図ったことが原因で、宇佐八幡宮が聖武ー孝謙派であったことが後の宇佐八幡宮神託事件にもつながっていくと説く。

## 焼損と復興

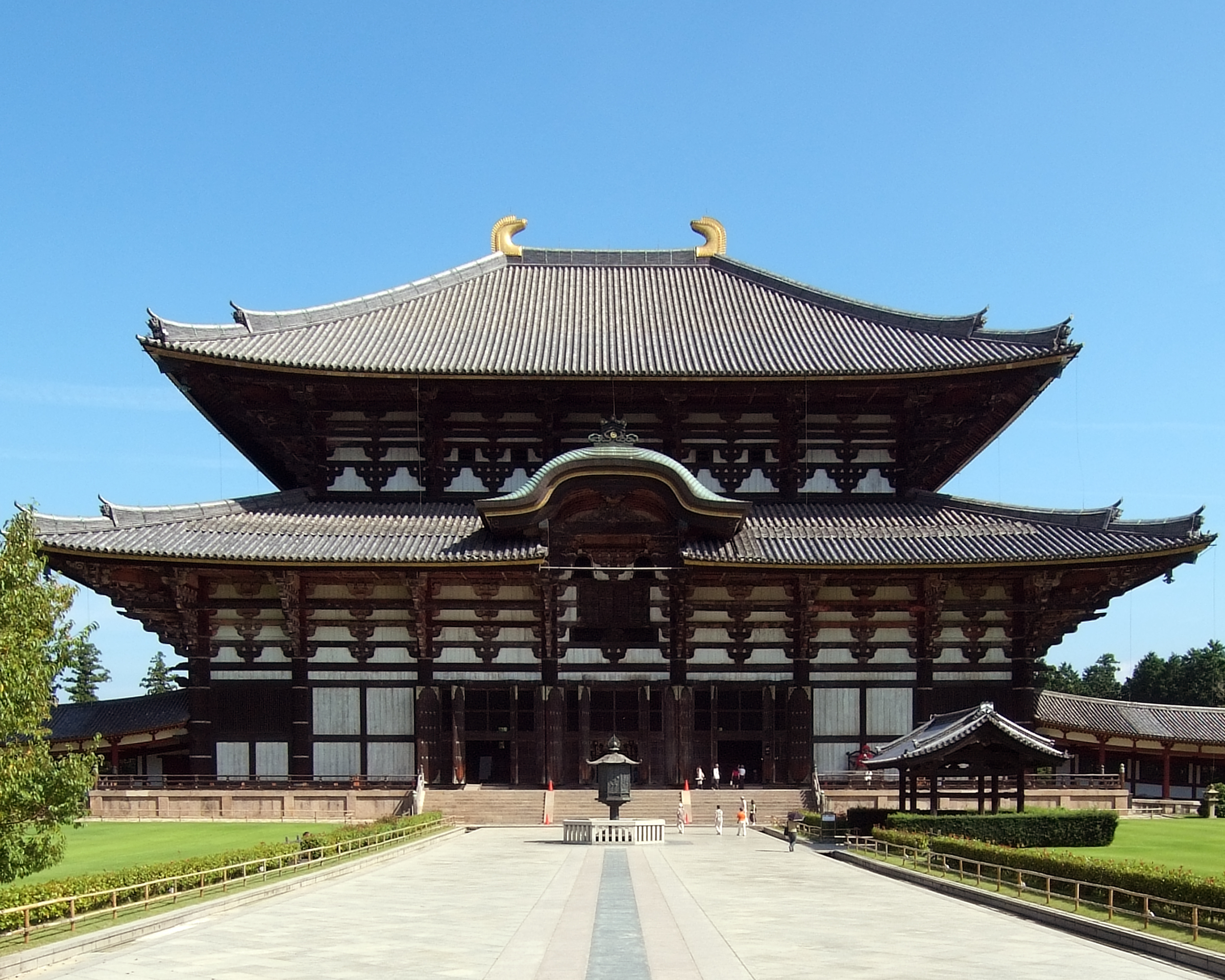
東大寺大仏殿（1709年再建、国宝）

大仏には、完成後数十年にして亀裂や傾きが生じ、斉衡2年（855年）の地震で被災し、首が落下した。真如法親王（高岳親王）が東大寺大仏司検校に任じられ、造東大寺所に属していた斎部文山らの活躍によりほどなく修理され、貞観3年（861年）朝廷が大法会を開催して大仏の修理落成供養を行っている。
その後大仏および大仏殿は、平安時代末期と戦国時代に兵火で焼損、焼失している。

### 平重衡の兵火による焼失
1回目は治承4年（1180年）の東大寺と興福寺の僧兵集団と平重衡との戦いの兵火の延焼によるものであった。この時、南都の街は炎に包まれ、興福寺が全焼、東大寺も伽藍の主要部を焼失した。兵乱後、重源が大勧進職として再興に奔走した。「勧進」とは仏と縁を結ぶように勧めることで、転じて寺院の再興などのために寄付を集めること、またその役を担う僧のことを指した。平氏政権を倒した源頼朝が再建の主導となり、重源は当時来日していた宋の鋳工陳和卿らの協力を得て大仏を再興した。文治元年（1185年）に開眼法要が営まれた。この時、開眼の筆を執ったのは後白河法皇であった。また、大仏殿の落慶法要は建久6年（1195年）、後鳥羽天皇、源頼朝、北条政子らの臨席のもと行われた。

### 松永・三好の兵火による焼失
大仏と大仏殿の2回目の焼失は永禄10年（1567年）、松永久秀と、松永と対立関係にあった東大寺にあえて布陣した三好三人衆軍の戦いの最中に焼失した。この火災の原因について、大仏殿を狙った攻撃、夜襲の際の失火、三好三人衆軍の陣中にいたキリシタンによる放火、などの諸説があり定かではない。
前回の焼失の際とは時代背景も違い、復興事業はなかなか進まなかった。豊臣秀吉は奈良の大仏に代わる、新たな大仏の造立を計画し、京都に方広寺大仏(京の大仏)が造営されたが、東大寺大仏再建への着手は行わなかった。なお京の大仏は地震等の被害のため何度か再建されているが、寛政10年(1798年)に落雷で焼失するまでは、規模(大仏の高さ、大仏殿の面積と高さ)で、現在の東大寺大仏・大仏殿を上回っていた。
東大寺大仏殿は仮堂で復興したが、それも慶長15年（1610年）に大風で倒壊した。大仏の頭部は銅板で仮復旧されたままで、雨ざらしの状態で数十年が経過した。
貞享元年（1685年）、公慶は江戸幕府から大仏再興のための勧進（資金集め）の許可を得て、ようやく再興が始まった。こうして元禄4年（1691年）完成し、翌元禄5年（1692年）に開眼供養された大仏と、宝永6年（1709年）に落慶した大仏殿が現存する。大仏殿は創建当時と比較して約4分の3の規模になっている。
前述のように宝永6年（1709年）から寛政10年(1798年)までは、奈良(東大寺)と京都(方広寺)に、大仏・大仏殿が双立していたが、方広寺大仏は寛政10年(1798年)に落雷で焼失した。

## 大仏の現状

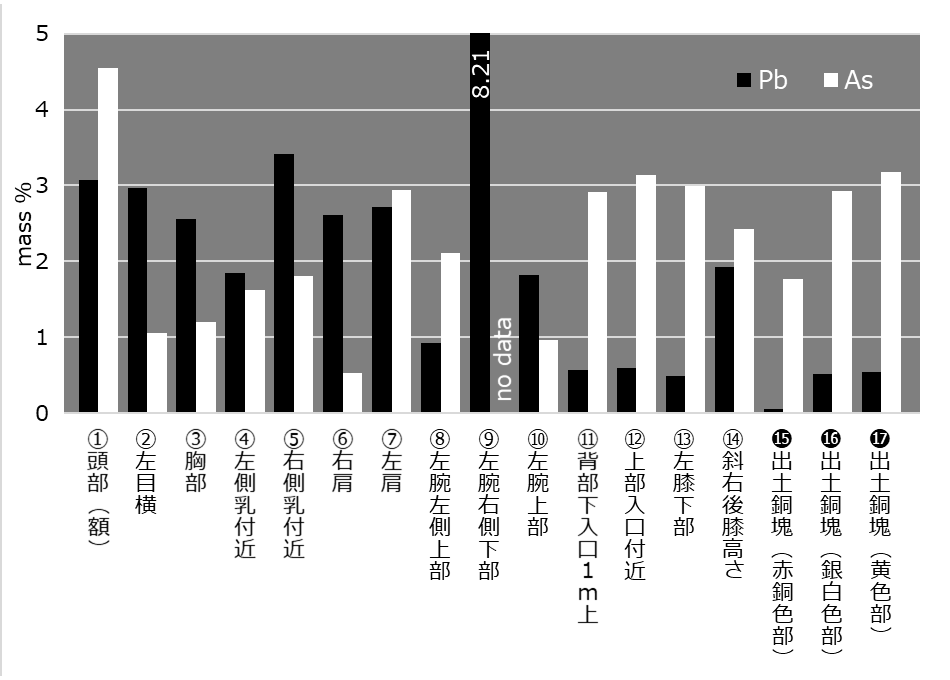
銅合金に含まれる鉛と砒素の重量％。1～14番は大仏各部、15～17番は大仏殿西回廊横出土銅塊。

大仏のどの部分が天平当初のものであるかについては、資料によって小異がある。『奈良六大寺大観 東大寺二』によれば、右腋から下腹にかけての部分、両手の前膊と袖の大半、両脚のすべてが奈良時代のものであるとする。『週刊朝日百科 日本の国宝』の解説（1998年）は、右腋から腹、脚部にかけての部分が当初。蓮肉、蓮弁は台座後方に当初のものが残るとし、体部の大半は室町時代末期の補修、頭部は江戸時代のもので、鎌倉時代の補修部分は背中の一部に残るのみだという。
これまで像の螺髪は、平安時代に編纂された『東大寺要録』に基づき966個と言われてきたが、東京大学生産技術研究所准教授の大石岳史の研究グループが行ったレーザー光解析により、実数は492個（うち9個は欠けている）であることが判明した。

## 関連作品
- 大佛開眼 - 1952年の映画
- 大仏さまと子供たち - 1952年の映画
- 大仏開眼 (テレビドラマ)